# Giuseppe Olmo
Giuseppe Olmo (n. 22 noiembrie 1911, Celle Ligure, Liguria, Italia – d. 5 martie 1992, Milano, Italia) a fost un ciclist de performanță italian, medaliat olimpic. A participat la o ediție a Jocurilor Olimpice (1932) în care a câștigat o medalie de aur.

## Participări
Lista de mai jos prezintă principalele competiții la care a participat Giuseppe Olmo de-a lungul carierei.
- cycling at the 1932 Summer Olympics – men's team road race[*]